# Novacane
Novacane è il singolo di debutto del cantante statunitense Frank Ocean, pubblicato nel 2011 ed estratto dal mixtape Nostalgia, Ultra.
Il brano è stato scritto da Frank Ocean, Tricky Stewart e Victor Alexander e prodotto da Stewart.

## Tracce
- Download digitale[4]

1. Novacane – 5:02